# Figueiras
Figueiras ist eine Gemeinde (Freguesia) im portugiesischen Kreis (Concelho) von Lousada. In ihr leben 1382 Einwohner (Stand 30. Juni 2011).

## Geschichte
Erstmals schriftlich erwähnt wurde Figueiras 968. In den königlichen Erhebungen von 1258 ist der Ort als eigenständige Gemeinde vermerkt.

## Kultur und Sehenswürdigkeiten
Neben der Kapelle Capela de Nossa Senhora da Misericórdia steht insbesondere die spät-barocke Gemeindekirche Igreja Paroquial de Figueiras (nach ihrem Schutzpatron auch Igreja do Divino Salvador, dt.: Erlöserkirche) aus dem 18. Jahrhundert unter Denkmalschutz.